# Imperial Instituto Fluminense de Agricultura

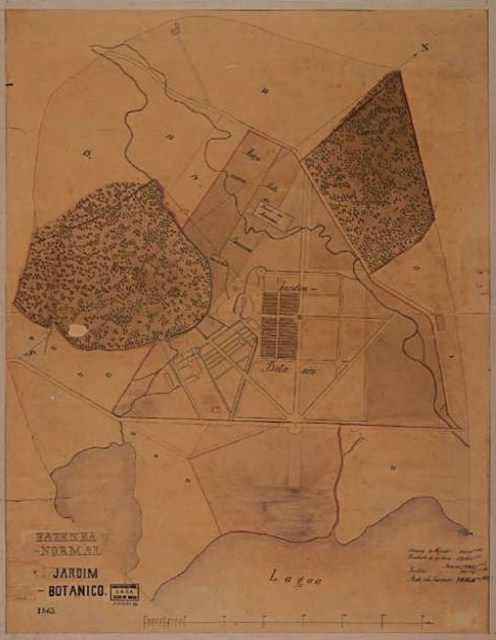
Planta do Jardim Botânico por Karl Glasl (1863).

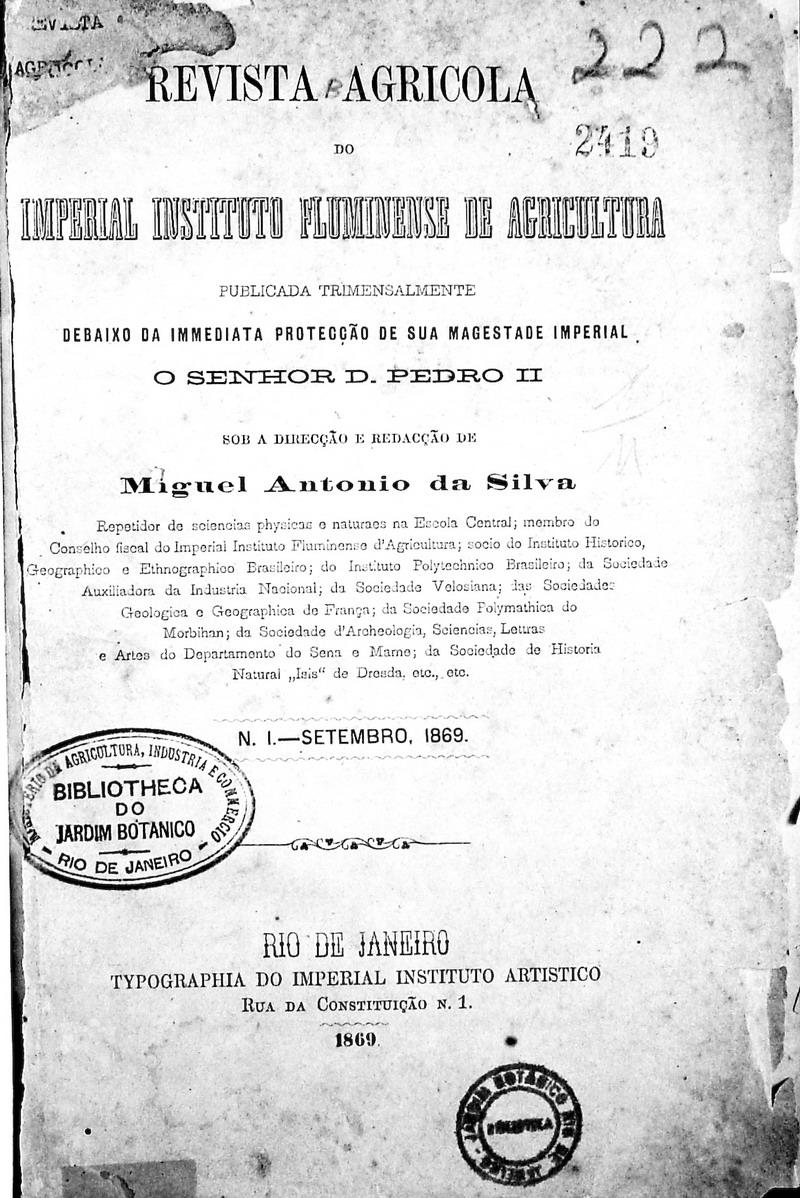
Revista do IIFA: fac-simile da capa do primeiro exemplar.

O Imperial Instituto Fluminense de Agricultura (IIFA) foi um instituto agrícola brasileiro de natureza privada. Foi criado na então província do Rio de Janeiro em 1860 (ver Gabinete Ferraz). Tinha como finalidade animar, facilitar e dirigir os progressos e desenvolvimento da agricultura fluminense. Foi responsável pela administração do Jardim Botânico do Rio de Janeiro de 1861 a 1890.

## História
Como no passado colonial, a economia brasileira do período imperial baseava-se ainda nas atividades agrárias. Entretanto, ao contrário do que acontecia nas nações mais desenvolvidas, no Brasil a ignorância de técnicas de restituição da terra evidenciava um comportamento que implicava em práticas que deterioravam e exauriam o solo.
Na década de 1860, diante do reconhecimento desses problemas, o governo Imperial iniciou um processo de revitalização da agricultura através da criação do "Ministério da Agricultura, do Comércio e Obras Públicas" e dos "Institutos Agrícolas", como o "Imperial Instituto Fluminense de Agricultura". O IIFA, que tinha como fim animar, facilitar e dirigir os progressos e desenvolvimento da agricultura brasileira, publicou durante vinte e dois anos o periódico Revista Agrícola do Imperial Instituto Fluminense de Agricultura (1869-1891).

## Estatuto do IIFA
De acordo com os estatutos do IIFA, ele era responsável por:
1. Facilitar a introdução de máquinas e instrumentos apropriados;
2. Fundar estabelecimentos “normais” para experimentação dessas máquinas e instrumentos, novos sistemas de cultura da terra, extinção de vermes e insetos nocivos, etc.;
3. Promover a aquisição das melhores sementes, experimentar sua superioridade e facilitar a distribuição pelos lavradores;
4. Cuidar do melhoramento das raças animais;
5. Auxiliar a administração pública em facilitar o transporte da produção, com abertura de novas vias, e conservação e melhoramento das atuais;
6. Promover uma exposição anual dos produtos da agricultura;
7. Desenvolver uma estatística do desenvolvimento agrícola;
8. Criar e manter um periódico para a publicação de artigos, memórias, traduções, e notícias de utilidade para a agricultura;
9. Criar escolas de agricultura para o ensino de princípios gerais de agricultura.

## Estrutura do IIFA
Para cumprir seus objetivos possuía diversos anexos como:
- Fazenda Normal, onde desenvolvia pesquisas com plantas, ferramentas e técnicas agrícolas;
- Asilo Agrícola, lugar de ensino técnico voltado para órfãos da Santa Casa da Misericórdia;
- Oficina, para a criação de ferramentas feitas por encomenda;
- Fábrica de chapéus do tipo chili;
- Revista Agrícola, que veiculava todas os acontecimentos ocorridos no IIFA, e divulgava informações sobre plantas, animais, técnicas e conhecimentos científicos.